# Georg Rauss
Georg Rauss (polnisch Jerzy Rauss; * um 1695/1700 in Kronstadt, Fürstentum Siebenbürgen; † 23. oder 24. März 1762 in Warschau, Polen-Litauen) war ein deutscher lutherischer Prediger im Königreich Polen.

## Leben
Georg Rauss wurde als Siebenbürger Sachse in Kronstadt geboren. Später lebte er in Thorn in Polnisch-Preußen. 1720 begann Rauss ein Theologiestudium in Halle an der Saale und wurde 1728 im schlesischen Brieg ordiniert.
Er begab sich nach Wengrow bei Warschau, um eine Predigerstelle anzutreten, musste aber den Ort zunächst wieder verlassen. Erst 1729 konnte er seine Tätigkeit beginnen. Seit 1742 fuhr er zweimal im Jahr in das benachbarte Warschau, wo er jeweils für sechs Wochen die dortige evangelische Gemeinde betreute. Da deren Möglichkeiten in dieser Zeit sehr beschränkt waren, mussten alle Gottesdienste und weitere Aktivitäten in der preußischen Botschaft stattfinden, wo Rauss auch wohnte.
Pfarrer Rauss war in Wengrow und dessen Umgebung sehr beliebt, da er sich dort erfolgreich als Arzt (Heilpraktiker) betätigte.
Am 23. oder 24. März 1762 starb er in der preußischen Botschaft. Er wurde auf dem alten evangelischen Friedhof in Warschau bestattet und 1821 auf den neuen evangelischen Friedhof umgebettet.